# Astrolirus panamensis
Espèce
Astrolirus panamensis est une espèce d'étoile de mer de la famille des Brisingidae.

## Habitat et répartition
Cette étoile vit dans le Pacifique tropical Est (des États-Unis au Costa Rica), entre 48 et 2 418 m de profondeur.